# Курінь (хата)

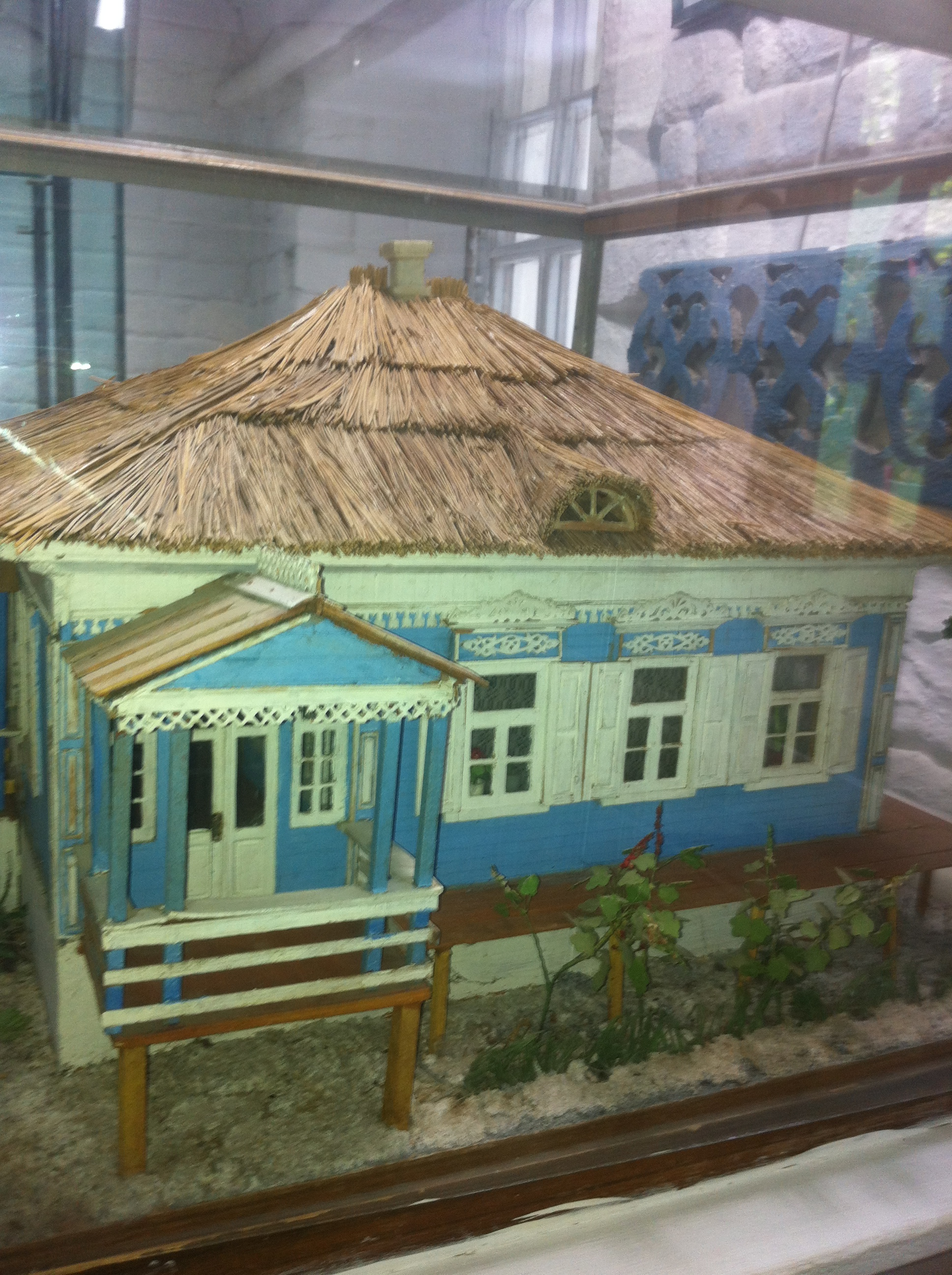
Макет козачого куреня в музеї міста Старочеркаська

Курі́нь — сільський житловий будинок в деяких районах України, а також в області річки Дон (РФ), на котрій українці масово розселились після ліквідації Запорозької Січі. На території України, згідно зі словником Грінченка, «куренем» називали хату на Поділлі (у той час як слово «хата» вживали в значенні «могила»). У журналі «Основа» засвідчена фраза «Хати наші на цвинтарі, а вас просю до куріня».

## Історія
Історично «курінь» являв собою і місце проживання, і оборонну споруду (пор. козачі курені Східної України). На будову звичайного козачого житла, званого куренем, вплинула річкова культура Нижнього Дону і Передкавказзя.
Перші козацькі поселення виникали в плавнях (річкових очеретяних заростях), житла мали турлучні стіни (тобто плоти з двох рядів прутів або очерету і заповненим землею для тепла і міцності простором між ними), очеретяна стріха з отвором для виходу диму. Однак широкі, багатокілометрові розливи річок вимагали особливих будівель — пальових, що і вплинуло на подальший розвиток будови куреня.
Риси пальової споруди легко вгадуються в сучасному козацькому житлі. Козачий курінь — двоповерховий. І, швидше за все, його другий ярус — це не «підкліт», що виріс до другого поверху, а спогад про палі, на яких колись стояли житла.

## Будова
Козачий курінь буває, як правило, двох видів: типу південноросійської (української) хати (поширений більш на Кубані) і двоповерхового типу (був поширений у верхньодонських козаків, на Кавказі). Останній тип називався також «півкам'яним», тобто перший поверх — цегляний (раніше — саманний, з цегли-сирцю), другий — дерев'яний. Характерно, що чим північніше поселення, тим перший поверх нижче. На Сіверському Дінці ж він більше схожий на підвал, хоча характерні риси загальної козацької споруди видно і тут.
Перший поверх, як правило, не житловий, господарський (вважалося, що «жити потрібно в дереві, а припаси зберігати в камені») — називається «низи». Центром низів є, так звана, «холодна» кімната: без вікон, але з невеликими отворами в стіні, влаштовані особливим чином, що дозволяють так ходити повітрю, що в ній постійно дув протяг, остиглий в коморах, що оточують цю кімнату . Комори облямовують «холодну» вузьким коридором. Входом всередину служать вузькі і низькі двері, які зазвичай відкриваються всередину (щоб легко можна було їх підперти), що дозволяє увійти тільки по одному, зігнувшись під низьким одвірком (в минулому за дверима могла бути влаштована і яма для непроханих гостей).
Головний вхід в курінь — по ґанку («поріжках») влаштований на другий поверх, оточений особливою терасою («баляси»). Головна кімната («застави») відгороджена від вхідних дверей сіньми. У красному кутку зали (лівому навпроти входу) — божниця, під нею розташовувався стіл (завжди накритий чистою скатертиною). Уздовж стін розташовувалися лавки. Тут же була піч, стояв «постав» (шафа для розміщення посуду зі скляними дверцятами). У центрі зали завжди стояв обідній стіл. Оздоблення доповнювали дзеркало, скриня, ліжко (яке стояло в кутку, покрите байковою або зшитою з клаптиків ковдрою).
Із зали двері вели в спальню — на жіночу половину, де стояло велике ліжко, висіла колиска для немовляти, розміщувався скриня з речами, прядка та інше. Також із зали виходили двері на чоловічу половину, тобто кімнату («гридниця», «кунацька», «молодецька»), призначену для підлітків, неодружених козаків.
При будь-якій кількості кімнат обов'язково виділялася в самостійне приміщення кухня, («стряпна», «стряпка»), де готували і їли їжу. У кухню виходила однією стороною і піч, розміщена в залі. Тут вона мала і чавунну плиту. Також на кухні розташовувалися шафи з посудом і припасами.
Південноросійський тип куреню був подібний до української хати. Це була споруда, яка зберегла свої архаїчні особливості: однокамерне квадратне житло з гостроверхим дахом. Обов'язковою прибудовою були сіни, рідше — комора.

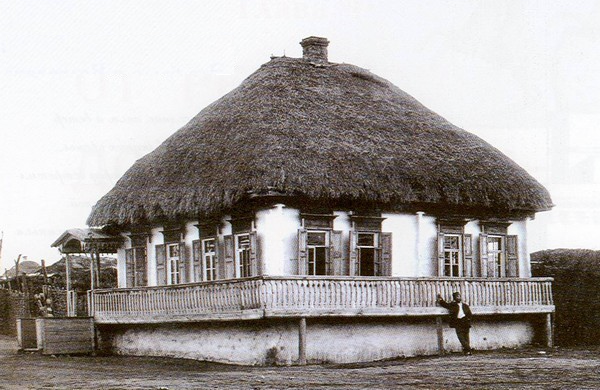
Південноросійський тип